# Монастир Святого Стефана
39°42′51″ пн. ш. 21°37′37″ сх. д. / 39.71417° пн. ш. 21.62694° сх. д.
Монастир Святого Стефана — жіночий православний монастир на одній зі скель Фессалії у номі Трикала, Греція. Один із шести, що збереглись донині, Метеорських монастирів.

## Історія
Монастир був заснований у XIV столітті, проте сама скеля стала заселеною у XII столітті. Творцем обителі вважається нащадок родини Кадакузінос ченець Антоній. Реставратором давнього собору монастиря в середині XVI століття, а відтак і другим творцем, був монах Філофей. У цей же період приблизно 1545 року патріарх Єремій І оголосив монастир патріархальним та незалежним — цей привілей діяв понад 200 років. Наприкінці XVIII століття був побудований новий собор, присвячений святому Харлампію, який ще з XVII століття вважався другим покровителем (після святого Стефана) обителі.
Окрім старого та нового соборів, новітніх споруд, у монастирі збереглись давній вівтар (нині музей), вогнище, стайні та келії — усі відновлені. Сьогодні монастир Святого Стефана єдиний серед метеорських має сучасну під'їзну дорогу та кам'яний мост, розташовані на одній висоті зі скелею.

## Старий собор

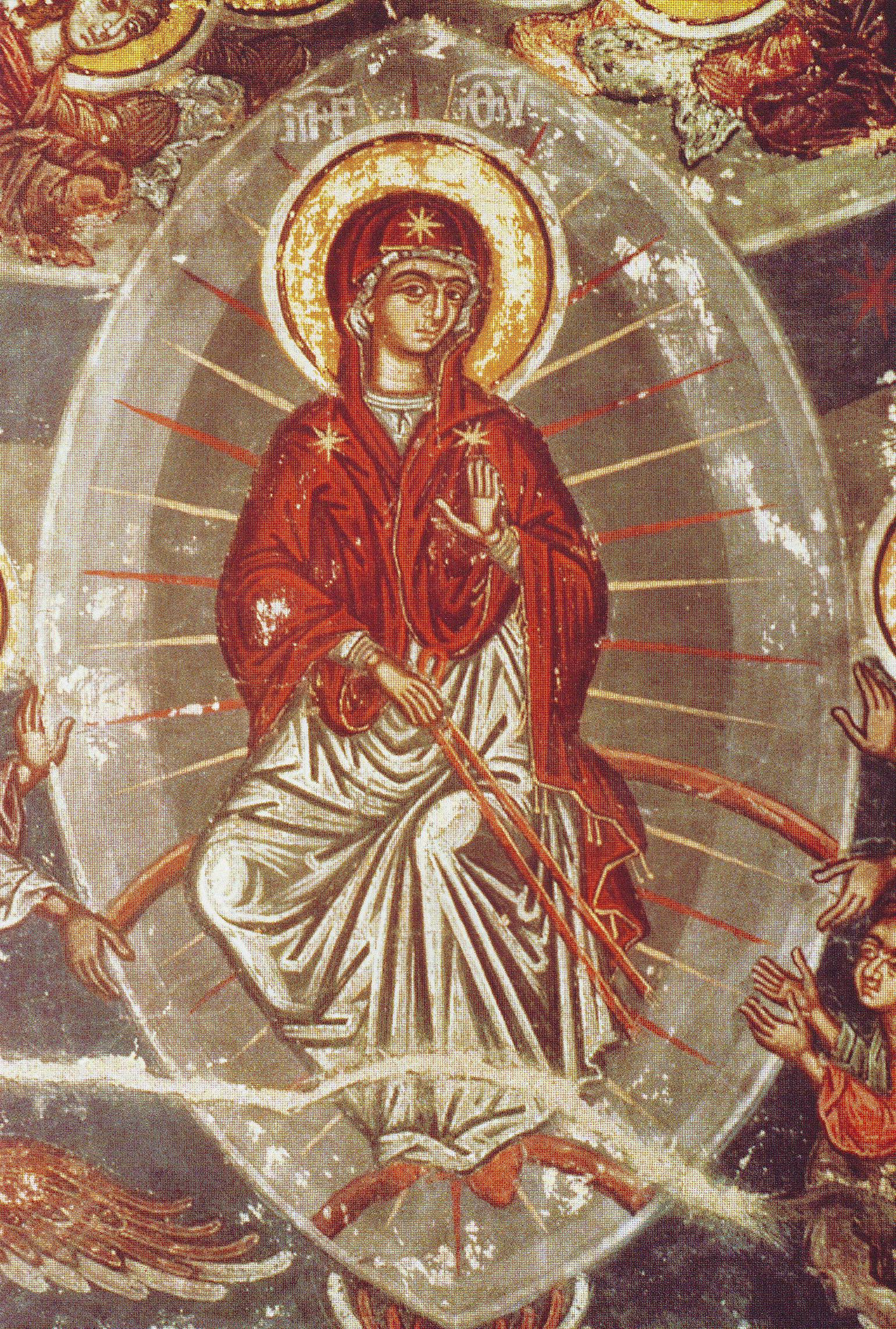
Успіння Богородиці (фрагмент)

Старий собор монастиря, відреставрований монахом Філофеєм, складається з основного храму та нави. Останній являє собою квадратне приміщення, сполучене із рештою простору храму трьома склепіннями, що охоплюють усю ширину храму. Основний храм дуже об'ємний, під дерев'яним дахом, на сході переходить у тристоронню нішу.
Іконопис старого собору Святого Стефана нині очищений та відновлений являє собою цікавий живописний комплекс. Збережено напис на західній стіні нави:
|  | «Возведений з фундамента та побудований цей божествений та поважний храм першомученика та архідиякона Стефана, зусиллями та на кошти его першосвятості ігумена та ієромонаха Митрофана та ієромонаха Григорія. Іконопис Успіння пресвятої Богородиці та Діви Марії зусиллями та на внески его першосвятості ігумена та ієромонаха Григорія, а також священика Миколая Кастрісіо із міста Стагон.» Оригінальний текст (гр.) + Ο ΠΑΝΣΕΠΤΟΩΣ Κ(ΑΙ) ΘΕΙΩΣ ΝΑΩΣ ΤΟΥ ΑΓΙΟΥ Κ(ΑΙ) ΕΝΔΟΞΟΥ ΑΠΟΣΤΟΛΟΥ ΠΡΩΤΟΜΑΡΤΥΡΟΣ Κ(ΑΙ) ΑΡΧΙΔΙΑΚΟΝΟΥ ΣΤΕΦΑΝΟΥ ΕΙΣΤΟΡΙΘΗ ΔΙΑ ΣΗΝΔΡΟΜΗΣ Κ(ΑΙ) ΕΞΟΔΟΥ ΠΑΡΑ ΤΟΥ ΠΑΝΟΣΙΩΤΑΤΟΥ ΚΑΘΕΙΟΜΕΝΟΥΚΥΡΟΥ ΜΗΤΡΟΦΑΝΟΥ ΙΕΡΟΜ(ΟΝΑ)ΧΟΥ ΜΕΤΑΓΕΝΕΣΤΑΙΡΩΝ ΑΝΑΚΕΝΙΣΟΗ, Η ΚΕΙΜΗΣΙΣ ΤΗΣ ΥΠΕΡΑΓΙΑΣ ΔΕΣΠΕΙΝΗΣ ΗΜΩΝ/Θ(ΕΟΤΟ)ΚΟΥ Κ(ΑΙ) ΑΕΙΠΑΡΘΕΝΟΥ ΜΑΡΙΑΣ Κ(ΑΙ) TOY KATΩΕΝ, ΔIA ΣΗΝΔΡΟΜΗΣ ΤΟΥ ΠΑΝΟΣΙΩΤΑΤΟΥ Κ(ΑΙ) ΚΑΘΕΙΓΟΥΜΕΝΟΥ ΚΥΡΟΥ ΓΡΙΓΟΡΙΟΥ ΙΕΡΟΜΟΝΑΧΟΥ Κ(ΑΙ) ΤΟΝ ΕΠΙΛΕΙΠΩΝ ΙΕΡΟΜΟΝΑΧΩΝ. ΕΙΣΤΩΡΙΘΝ ΔΕ Κ(ΑΙ) ΔΙΑ ΧΙΕΡΟΣ ΚΑΜΟΥ ΤΟΥ ΑΜΡΤΟΛΟΥ. ΝΙΚΟΛΑΟΥ ΙΕΡΕΩΣ Κ(ΑΙ) ΚΑΣΤΡΗΣΙΟΣ, ΕΚ ΧΩΡΑΣ ΣΤΑΓΟΝ ΕΝ ΕΤΙ Ζ... |

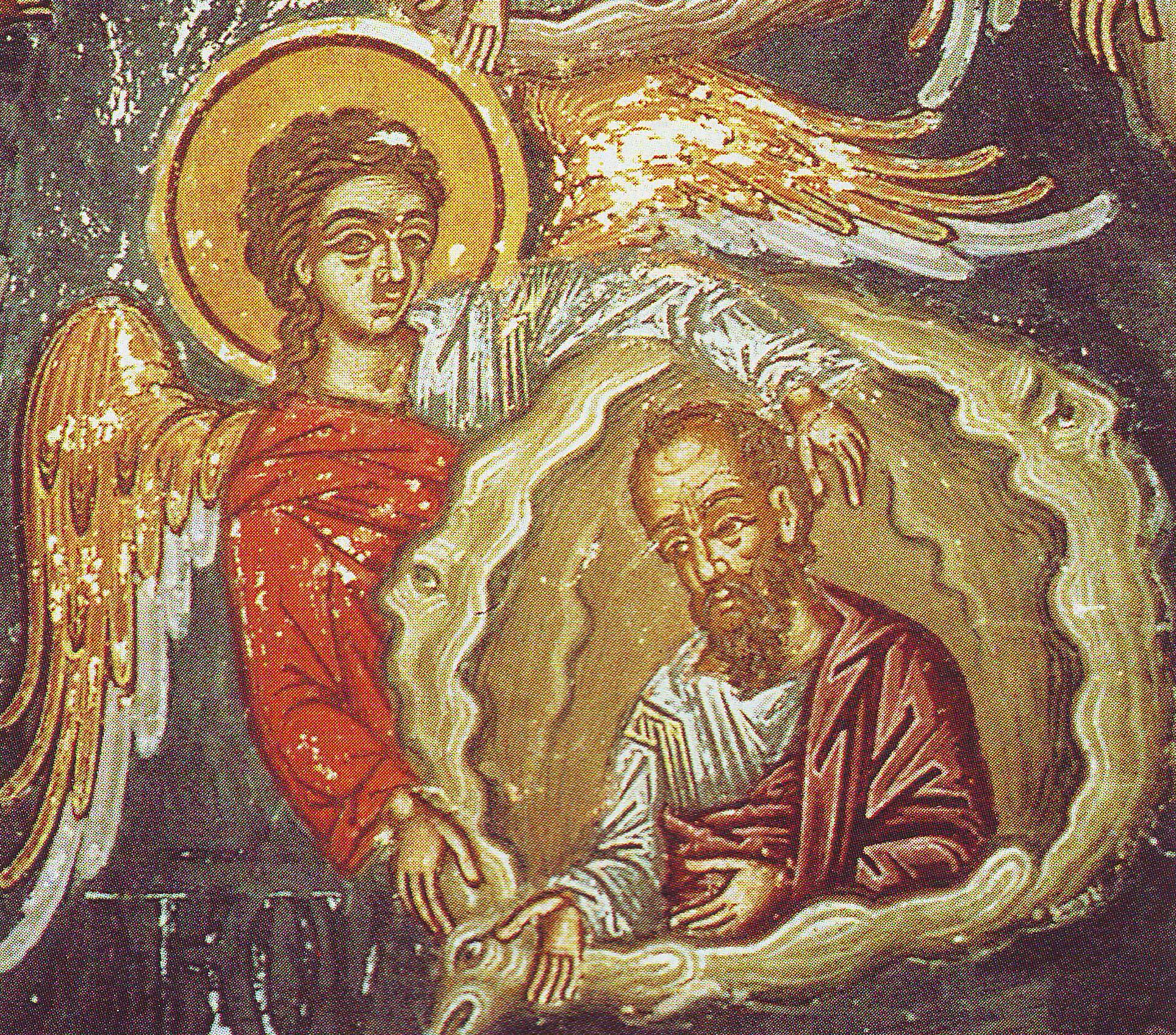
Успіння Богородиці (фрагмент — ангел переводить апостола до храму Богородиці)

Відповідно до цього напису, іконопис храму був виконаний у два етапи. Перший етап пов'язаний із підтримкою ігумена монастиря Митрофана та ієромонаха Григорія. В цей час було виконане іконописне оздоблення вівтаря, основного храму та більшої частини нави. У другий етап, до якого віднесено сам вище наведений напис, було виконане оздоблення західної стіни та нижнього поясу колон, які ведуть із нави до основного храму. При цьому названо ім'я майстра — Ніколай Кастрісіо із міста Стагон. Від дати збереглася лише перша літера Ζ. Давнє її читання як ΖΘ, тобто 1510 рік, нині вважається помилковим.
Під склепінням куполу вівтаря зображено Богоматір Влахернітіс між двох архангелів та нижче — священики. На стінах за порядком зображені: Бесіда Апостолів, Зустріч Христа із Самарянкою, Різдво, Середина П'ятидесятниці, Мойсей перед спалахнувшим чагарником, Передача закону Мойсею, Сцена мучеництва.
Сцени життя Христа продовжуються в основному храмі. На південній стіні зображені Стрітення, Хрещення, Пробудження Лазаря, Вербоносець. На внутрішньому боці вікна південної стіни — пророки Єлисей та Аввакум. На західній стіні зображені Тайна вечеря, Вмивання та Молитва у Гевсиманії та нижче Євангелісти. Трохи нижче на двох колонах зображені апостоли Павло та Петро.
На північній стіні змальовані сцени Зради Юди, Вмивання Пілата, Розп'яття, Оплакування. На наступному поясі — святий Азарій та Воскресіння. На нижньому поясі — фігури святих Артемія, Євстафія, Микити, Меркурія, Прокопія, Нестора, Димитрія та Георгія. На внутрішньому боці вікна північної стіни — пророки Давид та Соломон. На східній стіні нави зображено євангелістів, Прошення Богоматері та Христос Милосердний, святий Іоанн Теолог, святий Адріан. На північній колоні — святий Орест та святий Лука.
На західній стіні нави представлено сцени життя Богоматері: Народження, Різдво та Успіння. нижче двоє архангелів та двоє творців, мучеництво святого Георгія. Серед фігур на нижнього поясі донині збереглася лише фігура святого Костянтина.
Іконопис першого етапу оздоблення Старого храму монастиря Святого Стефана належить до, так званого, антикласичного напрямку поствізантійського живопису. Сцени багатоликі із багатим архітектурним фоном, для них характерна нерухомість та асиметричність композицій. У протиріччі з образами сцен, для яких характерний малий розмір, ізольовані фігури нижніх поясів стін, що навпаки виглядають більш монументальними. Кольорова палітра дуже насичена. Переважають землисті кольори, а використання живого червоного кольору надає композиціям ритму. Дослідники датують іконопис першою половиною 17 століття та відносять його майстерності живописців з материка, а саме з Лінотопії. Іконопис другого етапу характеризується пластичністю та тяжінням до прикрас. Ці риси вказують на живописця із доброю художньою освітою та можуть бути датовані останніми десятиліттями 17 століттям.

## Собор Святого Харалампія
Новий собор монастиря побудований 1798 року. Від входу вздовж північної стіни відкривається велика нава (архітектура). Тут повторюється система покрову дев'ятьма хрестоподібними склепінчастими куполами, як у наві Великого Метеору. Основний храм повторює тип склепінчастого хрестоподібного, з трьома нішами, чотириколонного храму із куполом. Храм на сході закінчується трьома напівкруглими склепіннями та куполами. Собор Святого Харалампія нині є основним храмом жіночої обителі, тому закритий для відвідувачів.

## Інші споруди
Серед давніх споруд збереглись келії, вогнище (невеличка квадратна будівля) та вівтар. Останній являє собою також невелику споруду, вкриту двому еліпсоїдними куполами, нині тут діє ризниця-музей. Експозиція представлена рукописами, обрядовим посудом та давніми іконами, що належать майстру з Криту Еммануїлу Тзанесу, а також взірці високомайстерної різьби на дереві.